# Mario Polar Ugarteche
Pour les articles homonymes, voir Polar et Ugarteche.
Polar  Ugarteche est un nom espagnol. Le premier nom de famille, en général paternel, est Polar ; le second, en général maternel, souvent omis, est Ugarteche.
Mario Polar Ugarteche, né le 5 septembre 1912 à Arequipa et mort le 16 février 1988 à Lima, est un écrivain péruvien, second vice-président du Pérou (es) de 1963 à 1968. Il est l'un des fondateurs du parti démocrate-chrétien et du parti populaire chrétien. Sénateur à quatre reprises, il est aussi membre de l'Assemblée constituante en 1978.

## Biographie
Mario Polar Ugarteche naît le 5 septembre 1912 de Miguel Ángel Polar Vargas et de Esther Ugarteche Jiménez. Second de quatre enfants, sa fratrie est composée de son frère aîné, Juan Manuel, professeur de droit et avocat né en 1910, et ses deux sœurs cadettes, Rosa, née en 1914, et Quintina. Il étudie au collège national de l'Indépendance américaine (es) et à l'Instituto Arévalo dans sa ville natale. Il poursuit des études supérieures à l'Université nationale San Agustín (es), où il reçoit son doctorat en philosophie et lettres,. 
Il devient alors professeur dans plusieurs écoles secondaires d'Arequipa, comme le collège de l'Indépendance américaine, et continue plus tard en tant que professeur à la faculté de lettres et sciences économiques de l'université San Agustín. Il participe à la création du front démocratique national (en), qui permet l'élection du docteur José Luis Bustamante y Rivero au poste de président en 1945 (en). C'est à cette période qu'il rencontre Luis Bedoya Reyes, alors membre de la Jeunesse indépendante, un groupe défenseur de Bustamante. 
En 1946, il est nommé conseiller économique et culturel à l'ambassade du Pérou au Chili. Il est par la suite ministre-conseil aux affaires économiques à l'ambassade péruvienne en Argentine. Sa carrière diplomatique arrête brusquement avec la déposition de Bustamante par Manuel A. Odría lors du coup d'État de 1948 (es). Polar retourne alors à Arequipa où il continue sa carrière en éducation. Il est aussi membre de la chambre de commerce locale. En 1950, il retourne à la politique en devenant secrétaire général du nouveau parti Ligue Démocratique, défavorable au dictateur Odría. Ce dernier tente de faire arrêter Polar pour séparatisme, mais le procès échoue. 
À la fin de 1955, il devient secrétaire général du mouvement Chrétien-Démocratique à Arequipa et prend part à la révolution arequipénienne de 1955 (es), qui a entraîné le renversement du ministre du gouvernement (es) Alejandro Esparza Zañartu (es) et conséquemment a accéléré la chute de la dictature d'Odría (es). À la fondation du parti démocrate-chrétien le 10 janvier 1956, Polar en est élu président et Bedoya Reyes devient secrétaire général. Il est subséquemment élu sénateur aux élections de 1956 (en),. Il tente sa chance aux élections de 1962 (en), mais celles-ci sont détournées (en) par Ricardo Pérez Godoy. De nouvelles élections ont lieu l'année suivante en 1963 et le parti démocrate-chrétien représenté par Polar fait alliance avec Action populaire de Fernando Belaúnde Terry. Les élections sont remportées par la coalition de Belaúnde et Mario Polar Ugarteche est investi second vice-président et reçoit un siège au sénat pour Lima,. 
Le 18 décembre 1966, le parti populaire fait scission des Démocrates-Chrétiens et le second vice-président rejoint la nouvelle formation en tant qu'un de ses chefs, avec Luis Bedoya Reyes, Ernesto Alayza Grundy (es), Antonio Espinoza Laña, Emilio Castañón Pasquel, Honorio Delgado, Juan Chávez Molina (es) et Roberto Ramírez del Villar (en), entre autres. Il était particulièrement proche d'Ernesto Alayza,. Lors de l'occupation du gouvernement par l'armée de 1968 à 1980, il s'oppose fortement au nouveau gouvernement, appelant à des élections démocratiques. Il est élu à l'Assemblée constituante de 1978 (es) et est un fervent promoteur de la Constitution péruvienne de 1979 (es). Il est élu sénateur en 1980 et son mandat est renouvelé en 1985, mais il meurt dans l'exercice de ses fonctions le 16 février 1988 dans le district de San Borja (en) à Lima.
Il marie Gabriela Campos Portal en 1938, avec qui il a deux enfants, Alonso et Claudia.
Le parc Mario Polar Ugarteche dans le district de San Borja porte son nom. En 2012, un buste à son effigie est érigé dans le parc pour son centenaire. Il est récipiendaire de l'Ordre du Soleil du Pérou.

## Publications
Polar a publié de nombreux romans et chroniques, incluant :
- Un ángulo perdido (1935)
- Viejos y nuevos tiempos: cartas a mi nieto (1969)
- Estampas humanas (1971)
- ¿Y mañana? Reflexiones sobre el Perú (1977)
- La leyenda de Arequipa (1986)[1].

### Médiagraphie
- (es) Jhon Bazán Aguilar, « Mario Polar Ugarteche. El Polar que pocos conocen (I/II) », sur Euskonews, 31 août 2012 (consulté le 13 avril 2023).